# Domènec Carulla

Domènec Carulla (achterste rij, 2e van links)

Domènec Carulla i Bertran (L'Hospitalet de Llobregat, 25 oktober 1903 – Barcelona, 1940) was een Spaans voetballer uit Catalonië. Hij speelde als middenvelder.

## Clubvoetbal
Carulla begon als voetballer bij Internacional FC en vervolgens speelde hij tussen 1922 en 1930 267 wedstrijden voor FC Barcelona, waarin de middenvelder vijftien doelpunten maakte. Carulla won met Barça driemaal de Copa de España (1925, 1926, 1928).

## Nationaal elftal
Carulla speelde eenmaal voor het Spaans nationaal elftal, op 29 mei 1941 tegen Portugal. Verder was de middenvelder actief voor het Catalaans elftal, onder meer in het toernooi om de Copa Princep de Asturies.